# Васіл Спасов
Васіл Спасов (болг. Васил Спасов; 17 лютого 1971, Варна) — болгарський шахіст.

## Шахова кар'єра
1989 року в Колумбії здобув звання чемпіона світу серед юнаків. 1990 року вперше представляв Болгарію на шаховій олімпіаді в Новому Саді. Показав дуже добрий результат - 9 очок у 13 партіях на 3-й шахівниці, виконавши одну з трьох норм на звання гросмейстера, яке ФІДЕ надало йому того самого року. До 2006 року взяв участь у восьми олімпіадах. Був також чотириразовим (у 1992—2005 роках) учасником командних чемпіонатів Європи.
П'ятиразовий чемпіон Болгарії в особистому заліку (1990, 1997, 2000, 2003, 2008). Двічі у 1990-х роках потрапляв на міжзональні турніри, які були частиною відбору до чемпіонату світу. 1990 року в Манілі посів 23-тє місце. У 1993 році переміг на зональному турнірі в Будапешті (разом з Веселином Топаловим, перед Лайошем Портішом), однак потім на міжзональному турнірі в Білі посів віддалене, 46-те місце.
Найвищий рейтинг Ело дотепер мав станом на 1 вересня 2010 року, досягнувши 2621 пунктів, посідав тоді 5-те місце серед болгарських шахістів.

## Зміни рейтингу
| На цьому місці має відображатися графік чи діаграма, однак з технічних причин його відображення наразі вимкнено. Будь ласка, не видаляйте код, який викликає це повідомлення. Розробники вже працюють для того, щоби відновити штатне функціонування цього графіка або діаграми. | |
| | На цьому місці має відображатися графік чи діаграма, однак з технічних причин його відображення наразі вимкнено. Будь ласка, не видаляйте код, який викликає це повідомлення. Розробники вже працюють для того, щоби відновити штатне функціонування цього графіка або діаграми. |